# Cruise (empresa)
Cruise LLC es una empresa estadounidense de vehículos autónomos con sede en San Francisco, California. Fue fundada en 2013 por Kyle Vogt y Dan Kan, Cruise prueba y desarrolla tecnología de automóviles autónomos.

## Historia
La generación anterior de tecnología Cruise, RP-1, complementó la experiencia de conducción humana al ofrecer una función autónoma bajo demanda disponible para el Audi A4 (en 2012). La intención del kit de $10.000, era eventualmente adaptar todos los vehículos a un sistema de piloto automático de autopista. En última instancia, Cruise determinó que el mayor desafío consistía en conquistar la conducción urbana. En enero de 2014, la empresa decidió abandonar el RP-1 y producir un vehículo totalmente autónomo utilizando el Nissan Leaf. En marzo de 2016, General Motors adquirió Cruise por un monto no revelado, aunque los informes han colocado el número de $500 millones a $580 millones.
Cruise recibió un permiso para probar la tecnología de vehículos autónomos, por parte del Departamento de Vehículos Motorizados de California, en junio de 2015, nueve meses antes de ser adquirida por General Motors. Cruise constituye el núcleo de los esfuerzos de conducción autónoma de GM.
Los observadores de la industria han señalado, y la directora ejecutiva de GM, Mary Barra, ha declarado que GM permitió que Cruise siguiera siendo responsable tanto de la tecnología como de la comercialización, lo que le dio independencia a Cruise para evitar los errores comunes producidos cuando una gran empresa adquiere una más pequeña.
Después de graduarse con éxito de Y Combinator, una aceleradora de empresas emergentes que asesora a emprendedores, GM adquirió Cruise en marzo de 2016. Tras la adquisición, Cruise tenía alrededor de 40 empleados.
En una entrevista de septiembre de 2016 con Darrell Etherington en la conferencia TechCrunch Disrupt de San Francisco, Vogt confirmó que la compañía tenía más de 100 empleados.  Se desconoce la plantilla actual de Cruise, pero varios medios han informado que Cruise ha seguido creciendo rápidamente.  En junio de 2017, Mary Barra declaró que Cruise tiene cerca de 200 empleados.
Cruise se centró inicialmente en desarrollar kits directos al consumidor para modernizar vehículos con capacidades limitadas de conducción autónoma. 
En 2015, Cruise cambió su estrategia y comenzó a escribir software para su uso en vehículos totalmente autónomos. La filosofía de la marca insta a los propietarios de automóviles a participar en la propiedad compartida en lugar de la propiedad individual, para reducir el daño ambiental, la cantidad de accidentes y la congestión vehicular en las grandes ciudades.
Desde que se convirtió en parte de General Motors, Cruise ha estado trabajando exclusivamente en el desarrollo de software para hacer que el vehículo eléctrico Chevrolet Bolt de GM sea completamente autónomo.
En abril de 2017, GM anunció planes para invertir $14 millones para expandir las operaciones de Cruise en California, agregando un estimado de 1,163 empleados a tiempo completo para 2021.
En mayo de 2018, Cruise anunció que el Vision Fund de SoftBank invertiría $2.250 millones en la empresa, junto con otros $1.100 millones de la propia GM.
En octubre de 2018, Cruise anunció que Honda invertiría $ 750 millones en la compañía, seguidos de otros $ 2.000 millones en los próximos 12 años.
En noviembre de 2018, la compañía consiguió un nuevo CEO, Dan Ammann, que había sido presidente de GM antes de aceptar este puesto. Cruise recaudó $1,15 mil millones adicionales en capital nuevo en mayo de 2019, lo que elevó su valoración total a $ 19.000 millones.
En enero de 2021, Microsoft, Honda e inversores institucionales invirtieron más de $2.000 millones en nuevas acciones combinadas, lo que llevó la valoración a $30.000 millones. En marzo de 2021, Cruise adquirió Voyage, una empresa emergente autónoma que se separó de Udacity.

## Investigación y desarrollo

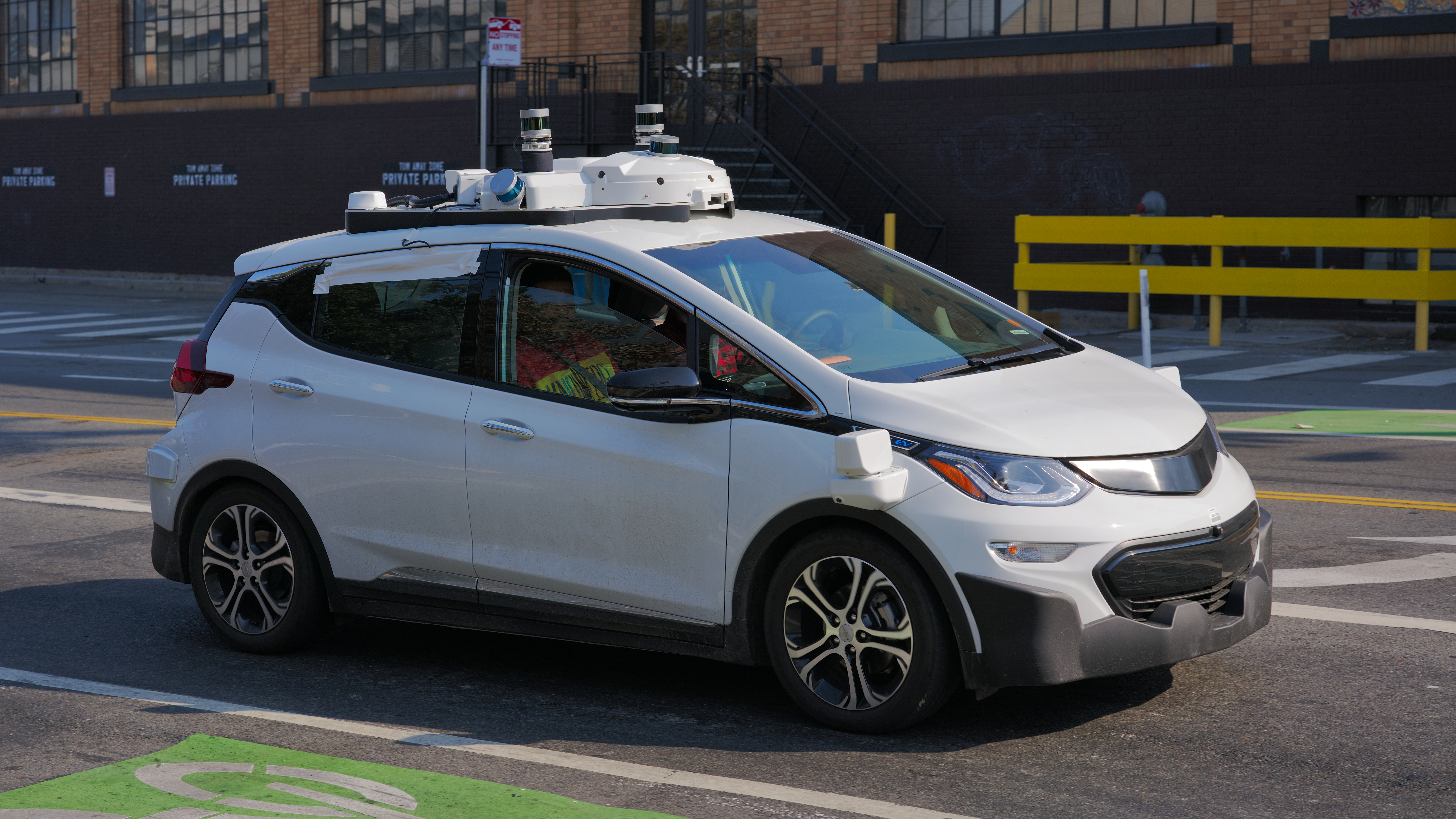
Un Chevrolet Bolt de Cruise lleva a cabo una prueba de conducción autónoma en San Francisco, el vehículo autónomo está equipado con numerosos sensores "Velodyne" LIDAR.

Los automóviles Chevrolet Bolt de Cruise, están siendo sometidos a pruebas en San Francisco. Los vehículos están equipados con numerosos sensores lidar "Velodyne". Los vehículos eléctricos Chevy Bolt de Cruise, se fabrican en la planta de ensamblaje de Orion Township, en Míchigan, con algoritmos de control de conducción e inteligencia artificial creados por Cruise, las imágenes de los vehículos de Cruise evidencian que Cruise usa lidar, radar y cámaras en sus vehículos.
En septiembre de 2016, Cruise estaba realizando pruebas con una flota de aproximadamente 30 vehículos autónomos.
En junio de 2017, después de que GM anunció la producción en masa de 130 nuevos Chevy Bolts utilizados para las pruebas, se estimó que el número total de vehículos autónomos propiedad de GM era de 180.
En julio de 2017, Cruise estaba realizando pruebas en las vías públicas de San Francisco, Scottsdale, Arizona, y el área metropolitana de Detroit. A principios de 2017, Cruise publicó una serie de videos que mostraban a sus vehículos autónomos navegando por las calles de San Francisco.
También en julio de 2017, Cruise anunció "Cruise Anywhere", un programa para que los empleados que viven en San Francisco, utilicen vehículos autónomos como un servicio de viaje compartido. En enero de 2020, la compañía exhibió el Cruise Origin, un vehículo sin conductor de nivel 4-5, destinado a ser utilizado para un servicio de transporte. El Origin está especialmente diseñado como un vehículo autónomo, en lugar de adaptarse a un vehículo no autónomo, y no contiene controles de dirección manuales.
Con un costo de aproximadamente $ 50.000 para fabricar a escala, el vehículo es completamente eléctrico, y está diseñado para tener una vida útil de un millón de millas.
Cruise anunció que los futuros vehículos Origin se fabricarían en la planta de General Motors en Detroit-Hamtramck.
En octubre de 2020, el departamento de vehículos motorizados de California, otorgó a Cruise un permiso para probar vehículos totalmente autónomos.
Cruise comenzó a probar vehículos sin un conductor de seguridad humano presente, en las calles de San Francisco, en diciembre de 2020.
El 20 de enero de 2021, Honda anunció una asociación con Cruise para llevar el Origin a Japón como parte del futuro servicio de movilidad de Honda.